# Saint-Maurice-la-Fougereuse
Saint-Maurice-la-Fougereuse ist eine Commune déléguée in der französischen Gemeinde Saint Maurice Étusson mit 582 Einwohnern (Stand: 1. Januar 2022) im Département Deux-Sèvres in der Region Nouvelle-Aquitaine. 

## Lage
Saint-Maurice-la-Fougereuse liegt etwa 21 Kilometer nördlich von Bressuire im Süden des Anjou. Im Osten entspringt der Layon.

## Geschichte
Von 1973 bis 1992 war Saint-Amand-sur-Sèvre Teil der Nachbargemeinde Mauléon.
Zum 1. Januar 2016 wurde Saint-Maurice-la-Fougereuse mit der Kommune Étusson zur Commune nouvelle Saint Maurice Étusson zusammengelegt. Seither hat sie den Status einer Commune déléguée. Die Gemeinde Saint-Maurice-la-Fougereuse gehörte zum Arrondissement Bressuire und zum Kanton Mauléon. 

## Bevölkerungsentwicklung
| Jahr                      | 1962 | 1968 | 1975 | 1982 | 1990 | 1999 | 2006 | 2013 |
| Einwohner                 | 880  | 776  | 709  | 650  | 618  | 511  | 541  | 538  |
| Quelle: Cassini und INSEE |      |      |      |      |      |      |      |      |

## Sehenswürdigkeiten
- See Beaurepaire
- Wald des Anjou
- Reste des Schlosses La Haye-Fougereuse
- Reste der Priorei La Fougereuse